# اوزان کاباک
اوزان محمد کاباک (ترکی استانبولی: Ozan Muhammed Kabak؛ زادهٔ ۲۵ مارس ۲۰۰۰) بازیکن فوتبال اهل ترکیه است که در پست مدافع میانی بازی می‌کند.
از باشگاه‌هایی که در آن بازی کرده‌است می‌توان به گالاتاسرای، اشتوتگارت، شالکه ۰۴ و لیورپول اشاره کرد.

## دوران باشگاهی

### گالاتاسرای
کاباک در سال ۲۰۱۱ به آکادمی جوانان گالاتاسارای، پیوست. او اولین قرارداد حرفه ای خود را با گالاتاسارای در ۱ ژوئیه ۲۰۱۷ امضا کرد. اوزان در ۱۲ می ۲۰۱۸ در پیروزی ۲–۰ در سوپر لیگ فوتبال ترکیه مقابل ینی ملطیه اسپور در اولین بازی حرفه ای خود برای گالاتاسرای قرار گرفت.

### اشتوتگارت
در تاریخ ۱۷ ژانویه ۲۰۱۹، کاباک به باشگاه اشتوتگارت در بوندسلیگا نقل مکان کرد و با این تیم تا ژوئن ۲۰۲۴ قرارداد بست. در ۳ مارس، او دو بار در پیروزی ۵–۱ برابر هانوفر گل به ثمر رساند و اولین گلهای حرفه ای خود را به ثبت رساند. با انجام این کار، در سن ۱۸ سال، ۱۱ ماه و ۷ روز، او جوانترین بازیکن ترک و سومین بازیکن جوان اشتوتگارت شد که تاکنون دو بار در یک مسابقه در بوندسلیگا گل زده‌است.

### شالکه ۰۴
در تاریخ ۳۰ ژوئن ۲۰۱۹، پس از آنکه شالکه بند فسخ قرارداد وی را پرداخت، کاباک در یک قرارداد ۵ ساله با هزینه ۱۵ میلیون یورو به شالکه ۰۴ پیوست.

### لیورپول
وی همچنین با قرارداردی به ارزش ۲ میلیون یورو و بند خرید اختیاری به صورت قرضی از این پس در باشگاه فوتبال لیورپول توپ خواهد زد.

## دوران ملی
اوزان یکی جوانان بین‌المللی برای ترکیه است. وی کاپیتانی زیر ۱۷ سال ترکیه را در مسابقات قهرمانی زیر ۱۷ سال اروپا ۲۰۱۷ به دست آورد و به عنوان یکی از ۱۰ بازیکن برتر این مسابقات انتخاب شد.
در تاریخ ۱۷ نوامبر ۲۰۱۹، کاباک در دیدار مقدماتی این تیم در مرحله انتخابی یورو ۲۰۲۰ برابر آندورا، اولین بازی خود را برای تیم بزرگسالان ترکیه انجام داد و ۹۰ دقیقه بازی کرد که در پی این اتفاقات ترکیه با نتیجه ۲ بر ۰ به پیروزی رسید.

## افتخارات

### باشگاهی

#### گالاتاسرای
- سوپر لیگ فوتبال ترکیه:۱۸–۲۰۱۷

### فردی
- بهترین بازیکن تازه‌کار بوندس لیگا:۱۹–۲۰۱۸